# Gesine Walther
Gesine Walther (Alemania del Este, 15 de abril de 1961) es una atleta alemana, especializada en la prueba de 4x400 m en la que llegó a ser campeona mundial en 1983.

## Carrera deportiva
En el Mundial de Helsinki 1983 ganó la medalla de oro en los relevos de 4x400 metros, con un tiempo de 3:19.73 segundos, por delante de Checoslovaquia (plata) y la Unión Soviética (bronce), siendo sus compañeras de equipo: Sabine Busch, Marita Koch y Dagmar Rübsam.